# Grauwe pijlstormvogel

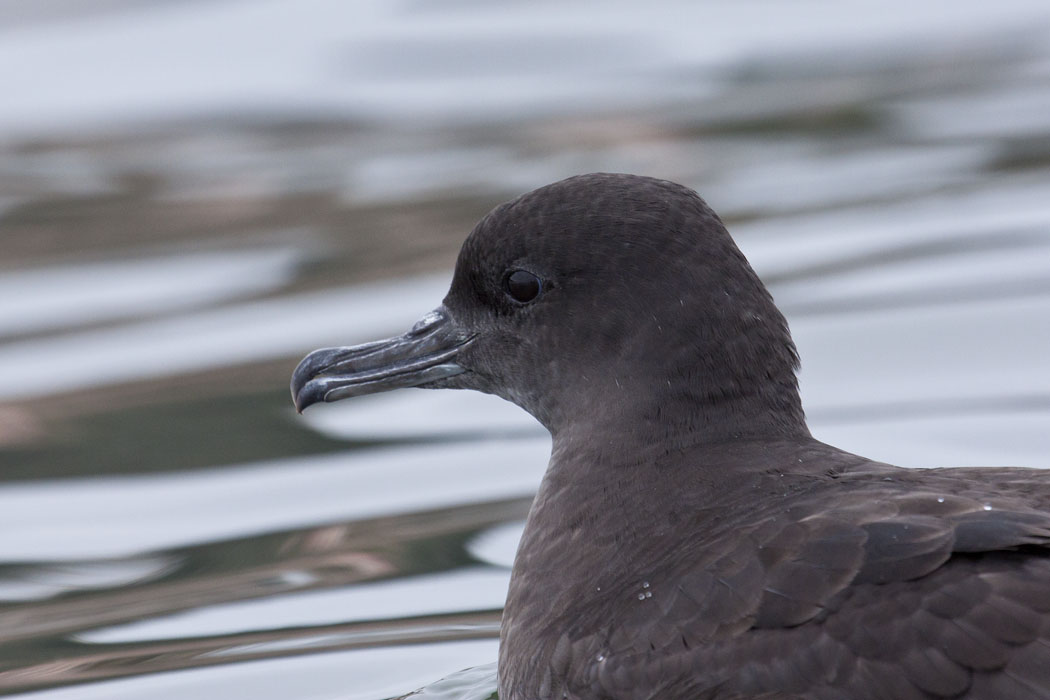
Close-up van de vogel

De grauwe pijlstormvogel (Ardenna grisea) is een vogel uit de orde van stormvogelachtigen (Procellariiformes).

## Kenmerken
De grauwe pijlstormvogel is iets kleiner dan de grote pijlstormvogel. De soort is grotendeels donkergrijs van kleur en heeft smalle vleugels. Een volwassen exemplaar is circa 40-51 centimeter lang, heeft een spanwijdte van 94-109 cm, en weegt 400 - 800 gram.

## Beschrijving
De grauwe pijlstormvogel jaagt aan de oppervlakte op vis, inktvis en krill, maar voert soms ook duikvluchten uit om voedsel te vinden en kan daarbij onder water een diepte bereiken van meer dan 68 meter.

## Verspreiding
Grauwe pijlstormvogels leggen één wit ei. Ze broeden in grote kolonies op eilanden bij Nieuw-Zeeland (waaronder Bare Island), als het daar zomer is. In juni trekken ze naar het noordelijk deel van de Stille Oceaan om te overwinteren in Japan, of aan de westkust van Alaska of Californië. Wanneer het daar herfst wordt vliegen ze weer naar het zuiden. In één jaar tijd leggen ze zo boven de Stille Oceaan een recordafstand van meer dan 64.000 km af, waarbij ze profiteren van aanhoudende luchtstromen als de passaat en per dag meer dan 900 kilometer kunnen afleggen. De route is achtvormig, waarschijnlijk als gevolg van het Corioliseffect.
Een andere populatie broedt bij de Falklandeilanden en overwintert ten noorden van Schotland en Noorwegen, om vervolgens weer naar het zuidelijk deel van de Atlantische Oceaan terug te keren.

## Voorkomen in de Noordzee en aan de kust
Het Noordzeegebied ligt buiten de hoofdtrekroute van de grauwe pijlstormvogel. Er worden wel eenlingen in de Noordzee waargenomen, of door ervaren waarnemers langs de kust. Het blijft daarbij tot enkele vogels per dag in de periode augustus tot november en dan vooral bij sterke westenwind.

## Status
De grootte van de populatie is in 2009 geschat op 8,8 miljoen volwassen vogels. Op de Rode lijst van de IUCN heeft deze soort de status niet bedreigd.